# Temporada 1972-1973 del FC Barcelona
Les dades més destacades de la temporada 1972-1973 del Futbol Club Barcelona són les següents:

## 1972

### Setembre
- 27 setembre - Copa de la UEFA. Trenta-dosens de final. Tornada. El FC Porto elimina el Barça en vèncer al Camp Nou (0-1). L'equip de Rinus Michels en una decebedora actuació no pot remuntar el gol inicial d'Abel.
- 20 setembre - Copa de la UEFA. Trenta-dosens de final. Anada. Decebedor debut blaugrana a la Copa de la UEFA amb desfeta a Das Antas davant el FC Porto (3-1), tot i que el Barça s'avança amb un gol de José Antonio Barrios.

## Plantilla[1][2]
| Porters - Miguel Reina - Salvador Sadurní - Pere Valentí Mora | Defenses - Joaquim Rifé - Jesús Antonio de la Cruz - Antoni Torres - Gallego - José María Laredo - Alfonso Cortés - Enrique Álvarez Costas | Centrecampistes - Narcís Martí Filosia - Juan Manuel Asensi - Juan Carlos Pérez - Marcial Pina - Pedro María Zabalza | Davanters - José Antonio Barrios - Carles Rexach - Josep Maria Pérez - Juan Díaz Juanito - Lluís Pujol - Ramon Alfonseda - Bernardo Cos - Joan Mas Llobera |

## Resultats
| PARTITS |
| --- |
| 06-08-72. AMISTÓS OLOT-BARCELONA 0-2 12-08-72. TROFEIG COSTA BRAVA GIRONA-BARCELONA 1-3 13-08-72. TROFEIG COSTA BRAVA BARCELONA-NIMES 3-0 19-08-72. AMISTÓS GRANOLLERS-BARCELONA 0-2 22-08-72 . "JOAN GAMPER" BARCELONA-C.S.K.A. 0-2 23-08-72 . "JOAN GAMPER" BARCELONA-VASCO DE GAMA 0-0 /5-4/ penals 26-08-72. AMISTÓS EUROPA-BARCELONA 0-1 30-08-72. AMISTÓS BARCELONA-FERENCVAROS 2-2 03-09-72. LLIGA BARCELONA-DEPORTIVO LA CORUNA 3-1 09-09-72. LLIGA VALENCIA-BARCELONA 0-1 16-09-72. LLIGA BARCELONA-OVIEDO 3-1 20-09-72. UEFA PORTO-BARCELONA 3-1 24-09-72. LLIGA BETIS-BARCELONA 0-2 27-09-72. UEFA BARCELONA-PORTO 0-1 01-10-72. LLIGA BARCELONA-REAL MADRID 1-0 07-10-72. LLIGA ESPANYOL-BARCELONA 1-1 18-10-72. AMISTÓS SANT ANDREU-BARCELONA 1-2 22-10-72. LLIGA BARCELONA-ATHLETIC BILBAO 1-0 29-10-72. LLIGA REAL SOCIEDAD-BARCELONA 2-0 05-11-72. LLIGA BARCELONA-MALAGA 0-0 12-11-72. LLIGA CELTA VIGO-BARCELONA 0-0 19-11-72. LLIGA BARCELONA-CASTELLON 3-1 26-11-72. LLIGA SPORTING GIJON-BARCELONA 1-1 03-12-72. LLIGA BARCELONA-LAS PALMAS 3-1 10-12-72. LLIGA ATLETICO MADRID-BARCELONA 2-0 17-12-72. LLIGA BURGOS-BARCELONA 0-0 31-12-72. LLIGA BARCELONA-GRANADA 3-0 07-01-73. LLIGA ZARAGOZA-BARCELONA 0-2 14-01-73. AMISTÓS BARCELONA-EINTRACH FRANKFURT 1-0 21-01-73. LLIGA DEPORTIVO LA CORUNA-BARCELONA 0-1 28-01-73. LLIGA BARCELONA-VALENCIA 0-0 04-02-73. LLIGA OVIEDO-BARCELONA 0-0 11-02-73. LLIGA BARCELONA-BETIS 2-0 18-02-73. AMISTÓS BARCELONA-SPARTA 0-1 25-02-73. LLIGA REAL MADRID-BARCELONA 0-0 04-03-73. LLIGA BARCELONA-ESPANYOL 0-1 11-03-73. LLIGA ATHLETIC BILBAO-BARCELONA 0-1 18-03-73. LLIGA BARCELONA-REAL SOCIEDAD 1-0 25-03-73. LLIGA MALAGA-BARCELONA 2-1 28-03-73. COPA GENERALISIMO RECREATIVO DE HUELVA-BARCELONA 0-0 01-04-73. LLIGA BARCELONA-CELTA DE VIGO 2-0 08-04-73. LLIGA CASTELLON-BARCELONA 4-0 15-04-73. LLIGA BARCELONA-SPORTING GIJON 3-1 18-04-73. COPA GENERALISIMO BARCELONA-RECREATIVO HUELVA 2-0 22-04-73. LLIGA LAS PALMAS-BARCELONA 2-1 28-04-73. LLIGA BARCELONA-ATLETICO MADRID 0-0 01-05-73. AMISTÓS BADALONA-BARCELONA 2-5 06-05-73. LLIGA BARCELONA-BURGOS 2-0 13-05-73. LLIGA GRANADA-BARCELONA 0-2 20-05-73. LLIGA BARCELONA-ZARAGOZA 1-1 31-05-73. COPA GENERALISIMO SEVILLA-BARCELONA 3-1 03-06-73. COPA GENERALISIMO BARCELONA-SEVILLA 1-0 |